# Canon Madsen de 20 mm
Le canon antiaérien M/38 de 20 mm est un canon mitrailleur à tir rapide de calibre 20 mm produit par la société danoise Dansk Industri Syndikat (DISA). Le canon, qui pouvait être adapté à plusieurs utilisations tactiques, était une arme principale de l'armée du Danemark. Il a également été exporté dans de nombreux pays à travers le monde en raison de sa polyvalence. Le canon a été construit à l'usine DISA à Herlev, près de Copenhague. La société lui fournit plusieurs types de supports, permettant ainsi à l'arme une polyvalence afin de servir pour la défense aérienne, pour la lutte antichar ou d'artillerie navale.

## Conception
Le canon Madsen de 20 mm a été construit à l'origine par le colonel Vilhelm Herman Oluf Madsen de l'armée royale danoise (en). Une version de calibre 23 mm rond a également été produit pour le canon connu sous le nom de 23 mm Madsen.

## Combat opérationnel
Plusieurs canons-mitrailleurs de 20 mm de l'armée danoise ont été responsables de l'anéantissement de onze voitures blindées et de deux Panzer I lors de l'invasion allemande le 9 avril 1940. 
Une variante spéciale, le Madsen F5 fut conçu en tant que canon antichar. Cela s'avéra très efficace contre les chars japonais jusqu'à la fin de la Seconde guerre sino-japonaise. C'était une arme entièrement automatique, transporté à l'aide de deux petites roues et un chargeur de 15 coups. À 100 m, l'arme pouvait percer 42 mm de blindage, et 32 mm à 500 m. Ce modèle de rétro-ingénierie fut conçu par le 21e arsenal chinois de Nanjing mais seulement cinq ont été produits en 1944.

## Supports

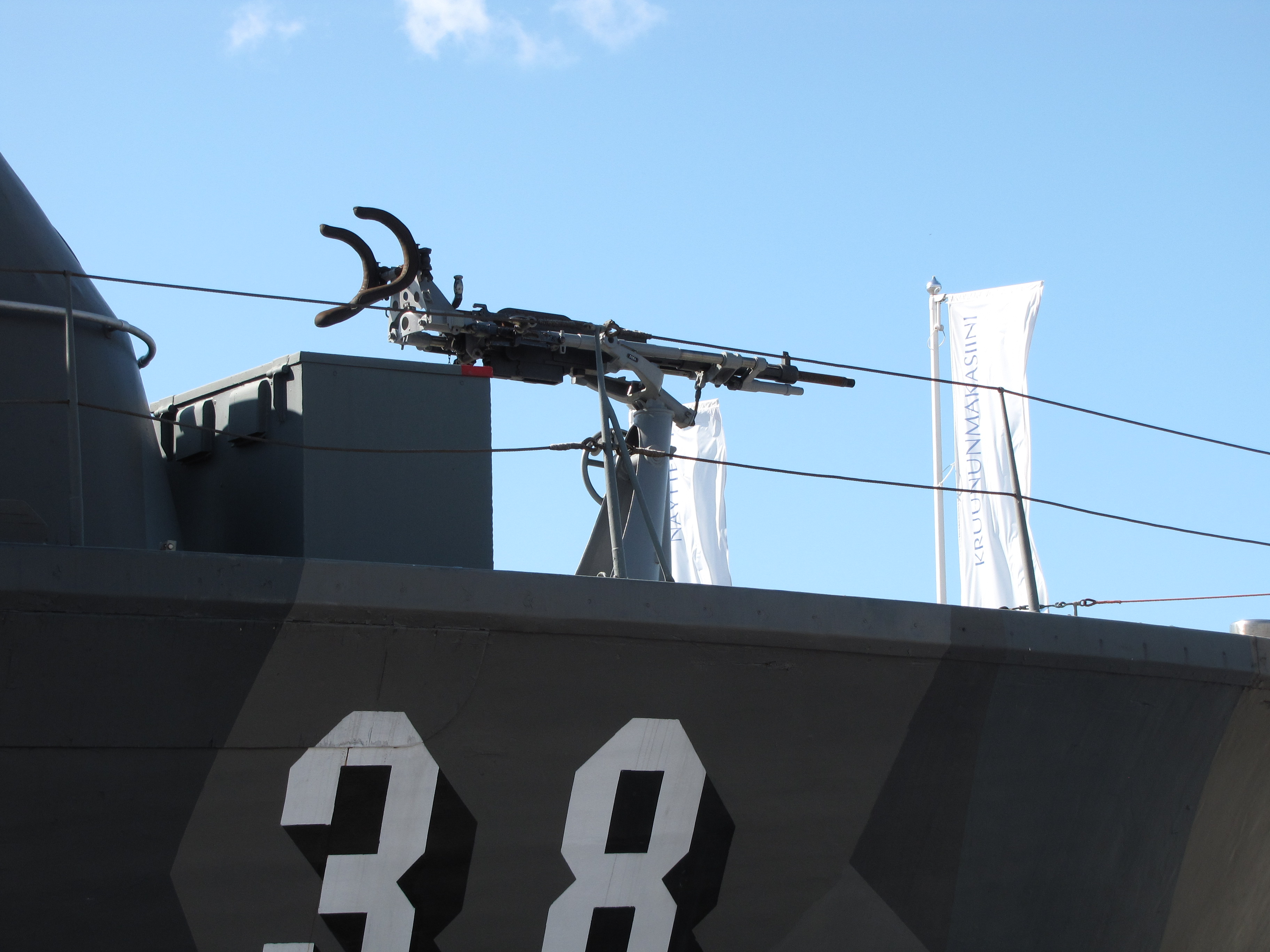
Un canon Madsen de 20 mm utilisant un support marin équipé sur un navire d'attaque rapide de type Nuoli 8.

### Types
Les quatre supports standard produits par DISA, bien qu'ils aient également utilisé un certain nombre de supports conçus localement, étaient:
- Support de champ léger - Support antichar primaire, peut être plié et rangé sur un side-car de moto
- Support universel - Support à double usage, équipé de roues, il pourrait être remorqué par son équipage.
- Support antiaérien mobile - Support AA dédié.
- Support tri-axial - Support léger destiné aux fortifications et à l'utilisation navale.

### Auto-propulsé
- Landsverk L-60 (en) - Chars légers fabriqués en Suède par AB Landsverk et employés par :
  -  Irlande - 2
- Pansarbil m/39 (en) - Voitures blindées fabriquées en Suède par AB Landsverk et employées par :
  -  Danemark - 3
- Landsverk L-180 (en) - Voitures blindées fabriquées en Suède par AB Landsverk et employées par :
  -  Danemark - 2 (Madsen 20 mm M 1933)
  -  Irlande - 8

## Utilisateurs
- Argentine
- Belgique
- Brésil
- Bulgarie
- Taïwan[2]
- Colombie
- Tchécoslovaquie
- Danemark
- Estonie
- Finlande
- France
- Allemagne nazie
- Hongrie
- Irlande
- Iran
- Italie
- Norvège
- Paraguay
- Pologne (évaluation uniquement)
- Portugal
- Espagne
- Suède[5]
- Thaïlande